# Unitat perifèrica de la Ftiòtida
La unitat perifèrica de la Ftiòtida (en grec: Φθιώτιδα) és una unitat perifèrica de Grècia, a la perifèria de Grècia Central, que correspon a l'antiga prefectura de Ftiòtida i a l'antiga regió de la Ftiòtida. La seva capital és Làmia, l'única gran ciutat de la Ftiòtida, que és un centre comercial i un nus de comunicacions. És una regió principalment agrícola, en la que s'hi conrea, sobretot, cotó, arròs i cereals. Està banyada pel riu Esperqueu.

## Divisió administrativa

### Divisió actual

Municipis de Ftiòtida

Des de l'1 de gener de 2011, amb l'entrada en vigor del programa Cal·lícrates, les antigues prefectures van substituir-se per unitats perifèriques, que a la vegada es subdivideixen en municipis.
La Ftiòtida se subdivideix en sis municipis (numeració segons el mapa):
- Amfíklia-Elàtia (2)
- Domokós (3)
- Làmia (1)
- Lokroí (4)
- Makrakomi (5)
- Molos-Hàgios Konstandinos (6)
- Stilida (7)

### Divisió anterior (prefectures)
| Municipi                   | Codi d'YPES | Capital        | Codi postal |
| -------------------------- | ----------- | -------------- | ----------- |
| Hàgios Georgios Tymfristou | 4901        |                | 350 17      |
| Hàgios Konstantinos        | 4902        |                | 350 06      |
| Amfíklia                   | 4903        |                | 350 02      |
| Atalanti                   | 4904        |                | 352 00      |
| Dafnousia                  | 4906        | Livanates      | 350 07      |
| Domokos                    | 4907        |                | 350 10      |
| Echinaioi                  | 4909        | Raches         | 353 00      |
| Elàtia                     | 4908        |                | 350 04      |
| Gorgopotamos               | 4905        | Moschochori    | 351 00      |
| Kamena Vourla              | 4911        |                | 350 08      |
| Làmia                      | 4912        |                | 351 00      |
| Leianokladi                | 4913        |                | 351 00      |
| Makrakomi                  | 4914        |                | 350 11      |
| Malesina                   | 4915        |                | 350 01      |
| Molos                      | 4916        |                | 350 09      |
| Opountia                   | 4918        | Martino        | 350 05      |
| Pelasgia                   | 4920        |                | 350 13      |
| Spercheiada                | 4921        |                | 350 03      |
| Stylida                    | 4922        |                | 353 00      |
| Thessaliotida              | 4910        | Neo Monastirio | 351 00      |
| Tithorea                   | 4923        | Kato Tithorea  | 350 15      |
| Xyniada                    | 4917        | Omvriaki       | 350 10      |
| Ypati                      | 4925        |                | 350 16      |
| Pavliani                   | 4919        |                | 351 00      |
| Tymfristos                 | 4924        |                | 350 17      |